# El jugador de ajedrez
El jugador de ajedrez es una película dramática española de 2017 dirigida por Luis Oliveros estrenada el 5 de mayo.
Julio Castedo se inspiró ligeramente en un episodio de la vida del ajedrecista ruso Alexander Alekhine y su esposa, la también ajedrecista Grace Wishaar, que durante la Segunda Guerra Mundial recibieron un trato más favorable de los alemanes a cambio de representar a Alemania en algunos campeonatos de ajedrez organizados por el Tercer Reich.

## Argumento
Diego Padilla (Marc Clotet) es un ajedrecista español que gana el campeonato de España de ajedrez. Con su novia Marianne Latour (Melina Matthews) marchan a París debido a la situación política en la que viven, pero allí Diego es acusado de espionaje.

## Reparto
- Marc Clotet como Diego Padilla.
- Melina Matthews como Marianne Latour.
- Alejo Sauras como Javier.
- Stefan Weinert como el coronel Maier.
- Mike Hoffmann como el sargento Karuffman.
- Andrés Gertrúdix como Pablo.
- Pau Durà como el comandante Hernández.
- Lionel Auguste como Pierre Boileau.
- Maarten Dannenberg como el soldado Reinke.
- Christian Stamm como el sargento Harnsberger.
- Juan Del Santo como David Moreno.
- Blanca Zurdo como Margaux 7 años
- Iris Vallès como Margaux 3-4 años
- Karlos Klaumannsmoller como el propietario de la sala de fiestas.
- Scott Alexander Young como el casero.
- Martin Angerbauer como el soldado Kuhn.
- Jaume Cervera como el preso encañonado.
- Virgil-Henry Mathet como el director de la academia de ajedrez de Paris.

## Recepción
Según el propio director, la razón para ver la película es que no es una película bélica ni una película sobre ajedrez, se trata de una historia sobre gente normal que trata de sobrevivir, y sobre cómo la guerra nos transforma.